# Atsushi Izawa
Atsushi Izawa (井澤 惇 Izawa Atsushi?), född 23 juli 1989 i Tokyo prefektur, är en japansk fotbollsspelare.
Izawa började sin karriär 2008 i Ventforet Kofu. 2014 flyttade han till Kataller Toyama. Efter Kataller Toyama spelade han för Tokushima Vortis.